# Weiron Tan
Weiron Tan (ur. 3 grudnia 1994 w Kuala Lumpur) – malezyjski kierowca wyścigowy.

## Kariera

### Serie azjatyckie
Tan rozpoczął karierę w międzynarodowych wyścigach samochodowych w 2011 roku od startów w Lotus SuperCup Asia GT4, w klasie Sports Production Malaysian Super Series oraz w JK Racing Asia Series. W Lotus SuperCup Asia GT4 w ośmiu wyścigach, w których wystartował, siedmiokrotnie stawał na podium, w tym sześciokrotnie na jego najwyższym stopniu. Pozwoliło mu to zdobyć pierwszy tytuł mistrzowski. W serii Lotus SuperCup Asia GT4 powtórzył ten sukces, zwyciężając w klasie Sports Production. Po sezonie z zerowym dorobkiem punktowym, w 2012 roku w JK Racing Asia Series Malezyjczyk stawał dwukrotnie na podium. Z dorobkiem 57 punktów został sklasyfikowany na siódmej pozycji w klasyfikacji generalnej.

### Formuła Renault 2.0
W 2013 roku Tan dołączył do stawki Brytyjskiej Formuły Renault Protyre BARC, gdzie dziewięciokrotnie stawał na podium, a pięciokrotnie zwyciężał. Uzbierane 331 punktów pozwoliło mu zdobyć tytuł wicemistrza serii.

### Formuła 3
Na sezon 2014 Malezyjczyk podpisał kontrakt z holenderską ekipą Van Amersfoort Racing na starty w Niemieckiej Formule 3. W ciągu 23 wyścigów, w których wystartował, pięciokrotnie stawał na podium, w tym dwukrotnie na jego najwyższym stopniu. Uzbierał łącznie 182 punkty. Dało mu to szóste miejsce w końcowej klasyfikacji kierowców.